# Швюльпер
Швюльпер (нім. Schwülper) — громада в Німеччині, розташована в землі Нижня Саксонія. Входить до складу району Гіфгорн. Складова частина об'єднання громад Папентайх.
Площа — 20,89 км2. Населення становить 7305 ос. (станом на 31 грудня 2021).

## Галерея

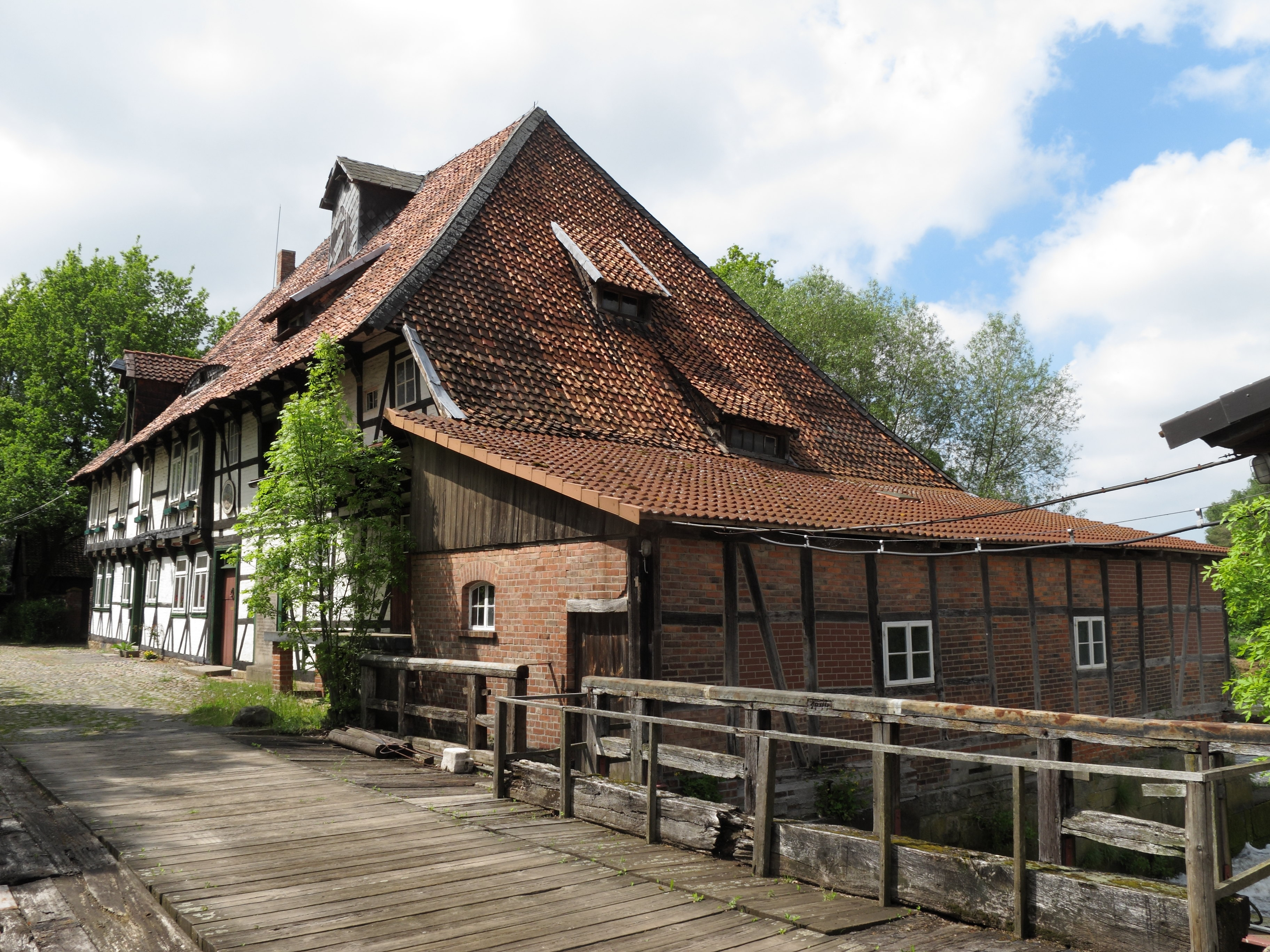